# Georg Friedrich Marienburg

Georg Friedrich Marienburg

Georg Friedrich Marienburg (* 4. Juni 1820 in Mühlbach; † 21. November 1881 in Nadesch) war ein Sprachforscher und Heimatkundler der Siebenbürger Sachsen.

## Leben
G. F. Marienburg war der Sohn des Mühlbacher Grundbuchverwalters und Senators Friedrich Marienburg. Nach der Grundschule in seiner Heimatstadt und dem Gymnasium in Hermannstadt studierte er zwischen 1839 und 1841 überwiegend Theologie und Germanistik an der Universität Berlin. In den Jahren 1841 und 1843 folgte sein Studium der Rechtswissenschaften am reformierten ungarischen Kollegium in Klausenburg. Im Jahr 1844 wurde Marienburg Lehrer am Gymnasium von Schäßburg und ab 1848 Pfarrer in Nadesch, wo er bis zu seinem Tod blieb.
Sein Grab, das er zusammen mit zwei Söhnen und seiner zweiten Gattin teilt, befindet sich auf dem evangelischen Friedhof in Nadesch.

Unterschrift G. F. Marienburg

## Leistungen
Neben seiner Tätigkeit als Pfarrer war Marienburg Mitglied des Bezirkskonsistoriums, der Landeskirchenversammlung, des Bezirksehegerichtes und des Vereins für siebenbürgische Landeskunde, seit dessen Gründung im Jahr 1842.
Zudem war Marienburg 3 Jahre Schriftführer (Syndikus), 7 Jahre stellvertretender Dechant (Surrogatus) und 8 Jahre Dechant des Bogeschdorfer Kapitels (Kirchenbezirks).

## Publikationen
- Das Verhältnis der siebenbürgisch-sächsischen Sprache zu den niedersächsischen und niederrheinischen Dialekten (1845)
- Die frühere und jetzige Ausbreitung und Dichtigkeit des deutschen Volksstammes in Siebenbürgen (1850)
- Über die siebenbürgisch-sächsischen Familiennamen (1856)
- Ausflüge vom Nadescher Burgweg. Ein Beitrag zur Urgeschichte der deutschen Ansiedlungen in Siebenbürgen (1859)
- Die Eigentümlichkeiten der siebenbürgisch-sächsischen Mundart (1860)
- Zur Berichtigung einiger alturkundschaftlichen Ortsbestimmungen (1862)
- Die siebenbürgisch-sächsischen Namen der Haustiere und was damit zusammenhängt (erscheinen 1882)
- Gedenkbuch des Bogeschdorfer Kapitels (erschienen 1884)